# Turul României 2005
Ediția a 42-a a Turului României s-a desfășurat în perioada 12 iunie – 19 iunie 2005, pe un traseu format din 7 etape și un prolog. Cea mai lungă etapă, a doua, a măsurat 186 km, pe ruta Vălenii de Munte – Miercurea Ciuc, iar cea mai scurtă, a cincea, a măsurat 120 km, între Deva și Târgu Jiu. Câștigătorul turului a fost bulgarul Ivailo Gabrovski.